# 青年大会
青年大会（せいねんたいかい）は、地域青年を対象としたスポーツ・文化の祭典。

## 全国青年大会
- 毎年11月に東京・国立競技場周辺で開催。35歳以下の地域青年が対象。全青大（ぜんせいたい）と略される。　※全国青年大会の項を参照。

## 各都道府県の青年大会
- 主に各道府県の連合青年団組織や教委が主催。東京都は、都の連合青年団組織が解散しているため、都の各競技協会が主催している。
- 全青大予選会を兼ねるところが大半だが、そうでないところもある。
- 名称は「青年大会体育部門（または文化部門）」「青年文化祭」「青年体育大会」「青年祭」など異なる。
- 青年大会は、町村または市の各地区→郡市→（広域圏→）都道府県→全国と積み重ねることが基本。
- 全青大競技の一部を導入せず、その競技の代表を派遣しない都道府県もある。
- 北海道は、基本的に団体種目しか実施していない。（ただし、全青大の団体戦に出場した選手が、個人戦に出ることは認めている）
- 団体種目は、全青大では「同一都道府県以下の単位で構成」に緩和されたが、現在も「過半数を同一郡市以下の単位で構成」を守っているところもある。
- 全青大には導入されていないが、ソフトバレーボール、テニス、ゴルフ、パークゴルフ、キンボール、ストリートダンス、雅楽、日本舞踊、料理、全青大で廃止された囲碁などを実施するところもある。
- 青年大会を「青年団のための大会」と位置づけ、青年団員でない若者やクラブチームの参加を一切認めない県も一部にある。しかし、「はじめに青年団ありきにするのではなく、青年大会を地域の青年たちに幅広く開放したほうが良い。青年大会参加をきっかけにして、青年団活動に入ってもらえば良い」という意見もある。
- 同じ競技でも、百チーム以上が参加する大会がある一方、エントリーが1チームしかなく自動的に全青大出場確定という大会や、まったくエントリーがなく競技が成立しない大会もある。
- 全青大は1大会につき1人1競技しか参加できないが、都道府県大会は2競技以上への参加が可能となる場合もある。また、美術展・生活文化展も複数出品が可能となる場合がある。
- 新潟県連合青年団は、県青年大会への出場を希望する種目チーム単位で県団組織に加盟してもらい、種目ごとに実行委員会を組織して大会を行う大改革を断行、内外から注目を集めている[1]。
- 文化部門と体育部門を別々に開くところと、同時に開くところがある。
- オーバーエイジ選手のオープン参加（都道府県大会のみ参加し、全青大には参加しないという意味）を認めるところもある。

## その他の青年大会
- 郡市大会の後、都道府県大会前に広域圏の青年大会を開く地域もある。
- 4Hクラブ、農協・商工会議所・商工会の青年部など、青年団以外の各種青年団体と協力して青年大会を開く地域もある。
- 最も歴史のある青年大会は、1917年（大正7年）に始まった「高知県北幡地区青年大会」といわれる。
- 東京都の離島9町村による「東京都島嶼（とうしょ）青年大会」も開かれている。離島で暮らす青年たちの交流を図る貴重な行事となっている。